# Major minor
Major minor är en tvåvingeart som först beskrevs av Octave Parent 1938.  Major minor ingår i släktet Major och familjen styltflugor. Inga underarter finns listade i Catalogue of Life.